# پرسس
پرسس یا پرسیس (Perses) در اساطیر یونانی پسر آندرومده و پرسئوس و نخستین فرد از آن خاندان بود که در تیرینس حکومت کرد.
یونانیان باستان وی را نیای پارس‌ها می‌دانستند. هرودوت در کتاب هفتم خود در گفتار ۶۱ و نیز ۱۵۰ به این موضوع اشاره کرده.
پرسس- نشان دهنده صلح و همچنین غرور است.